# Nisha Rawal
Nisha Rawal  (Katmandú, Nepal, 11 de septiembre de 1995) es una practicante de taekwondo, Estudió en la Universidad Tribhuvan de Katmandú.

## Taekwondo
Rawal obtuvo la medalla de oro en la Competencia Internacional de Taekwondo del Monte Everest 2014, la cual se llevó a cabo en su país de origen. Esta taekwondista derrotó a la hindú Priyanka 21 - 0 en la final de mujeres, en la división de 76 kg.  Fue seleccionada como la representante de Nepal en los Juegos Asiáticos 2014, celebrados en Incheon, Corea del Sur. En la categoría femenina de pesos pesados, fue derrotada 11-4 en los cuartos de final por Wang Junnan de Macao.
Así mismo, tuvo la oportunidad de competir en los Juegos Universitario de verano 2015, celebrados en Gwangju, Corea del Sur. En la ronda 32, en la categoría +73 kg femenina y fue derrotada 14 - 2 por la competidora Niu Lulu de China.
En enero de 2015, Rawal fue seleccionada como una de las seis atletas nepalís, por parte del Comité Olímpico de Nepal, para recibir un fondo mensual de 11.560 pesos mexicanos ($670/€560). Esto como parte de un programa de becas de Río Olímpico. En abril de 2016, fue nombrada como la competidora del año por la Asociación Nacional e Internacional de Jugadores en Nepal. En el mismo año, viajó a Manila, Filipinas para competir en las Clasificatorias Olímpicas de Taekwondo en Asia, sin embargo fue derrotada 9-0 en su primer combate por la filipina Kristie Elaine Alora.
En mayo del 2016, Nisha fue una de las cuatro atletas a las que les ofrecieron una Wild-Card o invitación, por parte de la Comisión Tripartita, con el fin de poder competir en los Juegos Olímpicos de verano 2016; representando a Nepal en la categoría de más de 67 kg, femenil.  Los cuales, se llevaron a cabo en Rio de Janerio, Brasil.